# العلاقات الجنوب سودانية الغواتيمالية
العلاقات الجنوب سودانية الغواتيمالية هي العلاقات الثنائية التي تجمع بين جنوب السودان وغواتيمالا.

## مقارنة بين البلدين
هذه مقارنة عامة ومرجعية للدولتين:
| وجه المقارنة                                              | جنوب السودان                  | غواتيمالا       |
| --------------------------------------------------------- | ----------------------------- | --------------- |
| المساحة (كم2)                                             | 619.75 ألف                    | 108.89 ألف      |
| عدد السكان (نسمة)                                         | 12.58 مليون                   | 17.26 مليون     |
| الكثافة السكانية (ن./كم²)                                 | 20.3                          | 158.51          |
| العاصمة                                                   | جوبا                          | غواتيمالا       |
| اللغة الرسمية                                             | لغة إنجليزية                  | اللغة الإسبانية |
| العملة                                                    | جنيه جنوب سوداني، جنيه سوداني | كتزال غواتيمالي |
| الناتج المحلي الإجمالي (بليون دولار)                      | 2.90 مليار                    | 75.62 مليار     |
| الناتج المحلي الإجمالي (تعادل القوة الشرائية) بليون دولار | 22.88 مليار                   | 126.21 مليار    |
| الناتج المحلي الإجمالي الاسمي للفرد دولار أمريكي          | 73                            | 3.90 ألف        |
| الناتج المحلي الإجمالي للفرد دولار أمريكي                 | 2.02 ألف                      | 7.45 ألف        |
| مؤشر التنمية البشرية                                      | 0.467                         | 0.627           |
| رمز المكالمات الدولي                                      | +211                          | +502            |
| رمز الإنترنت                                              | .ss                           | .gt             |
| المنطقة الزمنية                                           | ت ع م+03:00                   | 00              |

## منظمات دولية مشتركة
يشترك البلدان في عضوية مجموعة من المنظمات الدولية، منها:
| علم المنظمة | اسم المنظمة                               | تاريخ انضمام جنوب السودان | تاريخ انضمام غواتيمالا |
| ----------- | ----------------------------------------- | ------------------------- | ---------------------- |
|             | وكالة ضمان الاستثمار متعدد الأطراف        | 18 أبريل 2012             | 11 يوليو 1996          |
|             | منظمة الشرطة الجنائية الدولية             | ?                         | ?                      |
|             | الأمم المتحدة                             | 14 يوليو 2011             | 21 نوفمبر 1945         |
|             | مؤسسة التمويل الدولية                     | 18 أبريل 2012             | 20 يوليو 1956          |
|             | يونسكو                                    | 27 أكتوبر 2011            | 2 يناير 1950           |
|             | مؤسسة التنمية الدولية                     | 18 أبريل 2012             | 27 أبريل 1961          |
|             | البنك الدولي للإنشاء والتعمير             | 18 أبريل 2012             | 28 ديسمبر 1945         |
|             | المركز الدولي لتسوية المنازعات الاستشارية | 18 مايو 2012              | 20 فبراير 2003         |
|             | الاتحاد البريدي العالمي                   | ?                         | ?                      |
|             | الاتحاد الدولي للاتصالات                  | 3 أكتوبر 2011             | 10 يوليو 1914          |

## وصلات خارجية
- موقع وزارة الخارجية الجنوب سودانية
- موقع وزارة الخارجية الغواتيمالية